# Polyrhachis regularis
Polyrhachis regularis é uma espécie de formiga do gênero Polyrhachis, pertencente à subfamília Formicinae.